# Teijo Joutsela
 Teijo Reino Joutsela, född 29 augusti 1912 i Helsingfors, död 15 september 1999 i Helsingfors, var en finländsk sångare, musiker och skådespelare. Joutsela är troligen mest känd i egenskap av solist i Humppa-Veikot och Kipparikvartetti.

## Biografi
Joutsela inledde sin karriär som violinist och som sjuåring undervisades han i musik av sin far. Som 15-åring uppträdde Joutsela som violinist på kaféet Suomi på Hangö udd, varifrån han fick en månadslön på 2000 mark. Joutsela studerade violin vid Helsingfors stadsorkester, men flyttade sedan över till Helsingfors konservatorium och studerade under ledning av Heikki Halonen. Joutselas första sånglärare blev Georg Wisén och Väinö Lehtinen. Nya violinlärare blev Heikki Kansanen och Erik Cronvall. Joutsela hade stora framgångar som violinist, men under en repetition på ett fartyg 1938 inträffade en olycka, vilken föranledde att Joutsela bröt pekfingret på vänster hand. Detta ledde till att han fick ge upp drömmen som klassisk violinist. Han kom dock att fortsätta karriären som violinist för underhållningssyfte.
Joutsela gjorde sina första skivinspelningar som sångare i egenskap av medlem i orkestern Amarillo 1932. Inspelningen gjorde med J.V. Heimos vals Helena. Joutsela var medlem i Amarillo cirka 1930-35. Följande skivinspelningar gjordes 1942-43 tillsammans med Yrjö Saarnio och dennes polkaorkester, men på grund av krigstillståndet publicerades aldrig inspelningarna. Under resten av andra världskriget var Joutsela aktiv i Leijona. Efter kriget arbetade Joutsela på biografer och under flera år var han aktiv vid Iloinen Teatteri, som senare blev Punainen Mylly. Totalt medverkade Joutsela i 23 revyer. Redan under 1930-talet hade Joutsela varit aktiv som violinist vid biografer och uppträdde även vid Svenska Teatern, där han arbetade tillsammans med Francois de Godzinsky, som var far till George de Godzinsky.
Under 1950-talet fortsatte Joutsela sin karriär i radion och var verksam vid Radioteatern 1950-51. Vidare under 1950-talet var Joutsela aktiv i Kipparikvartetti, där hans framgångar blev stora. När Kauko Kähykö avled på hösten 1983 stod det klart för alla att Kipparikvartetti inte längre existerade. Under slutet av 1950-talet gick Joutsela med i Humppa-Veikot, i vilken han var solist fram till början av 1980-talet. 1956 grundade Joutsela och hans son en textilfabrik i Helsingfors. Framgångarna var stora och fabriken blev storföretag och flyttade snart till Riihimäki.
Under sin karriär som sångare gjorde Joutsela totalt 156 skivinspelningar.